# Максим Березовски
Максим Созонтович Березовски (рус. Макси́м Созо́нтович Березо́вский; укр. Максим Созонтович Березовський; ~ 1745 — 2. април 1777) био је композитор, оперски певач, басиста и виолиниста из Глухива, у козачком Хетманату у Руском царству. Студирао је у Италији и радио у петербуршкој Дворској капели.
Березовски је био један од првих украјинских композитора у 18. веку који је био признат широм Европе и први композитор опере, симфоније и сонате за виолину.
Његова најпопуларнија дела су  хорови писани за Православну Цркву. Велики део његовог рада је изгубљен; пронађена су само три од осамнаест познатих хорских концерата. Сматрало се да је Дмитриј Бортњански био први руски царски симфонијски композитор све до открића 2002. године Симфоније у Ц  Березовског од стране Стивена Фокса у ватиканским архивама, компоноване око 1770. до 1772. године.
О биографији Березовског се не зна много. Његова животна прича реконструисана је у кратком роману Нестора Куколника који је 1840. године написао и у драми Петра Смирнова постављеној у Александријском театру у Санкт Петербургу. Многи детаљи из ових дела белетристике прихваћени су као чињенице, али су се од тада показали нетачним.
Дуго се веровало да је Березовски рођен 16. (27.) октобра 1745. године. Ова година, коју први пут помиње учитељ петербуршке дворске капеле Петр Беликов, а потом прихваћена од руске лексикографије, није потврђена документима. У разним руским и западним изворима из 19. века могу се наћи и други датуми: 1743, 1742, па чак и 1725.
Његово родно место је Глухив, сада мали град у Сумској области Украјине. У 18. веку, Глухив је служио као главни град козачког Хетманата и административни центар Малоруске губерније. Данас у граду постоји споменик Максима Березовског.
Отац композитора је, највероватније, припадао ситном племству. Савремени потомци Павла Созонтовича Березовског, за кога се верује да је Максимов брат, повезују порекло породице са Хлухивским козацима. Сачуван је и грб Березовског, који сведочи о пољском пореклу породице.
У неким изворима, Березовски се помиње као дипломац музичке школе Хлукхив. Међутим, његово име се не појављује у сачуваним документима ове институције. Пошто је школа у Хлухову била једина у Руској империји која је обучавала певаче за хор Царског двора, вероватно је да је он тамо провео бар део свог детињства.
Аутори из 19. века су тврдили да је Березовски такође стекао образовање на Кијевској богословској академији. У актима и документима Академије који су објављени почетком 20. века помиње се пет особа са његовим презименом, али нема података о Максиму Березовском.
Филм Носталгија Андреја Тарковског из 1983. је „коментар изгнанства кроз живот Березовског“.